# Grand Prix de la Banque de l'habitat
Le Grand Prix de la Banque de l'habitat est une course cycliste organisée en 2008. Elle s'est déroulée en Tunisie sous le parrainage de la BH Bank et faisait partie de l'UCI Africa Tour en catégorie 1.2. L'édition 2009 a été annulée et elle n'a plus été disputée depuis.

## Palmarès
| Année | Vainqueur      | Second           | Troisième           |
| ----- | -------------- | ---------------- | ------------------- |
| 2008  | Azzedine Lagab | Aymen Brini (de) | Karim Jendoubi (de) |